# عبد الله البطاط
عبد الله البطاط، لاعب كرة قدم قطري من أصل فلسطيني .
لعب سابقاً في نادي الخريطيات ونادي معيذر و وقع مع نادي الخور مطلع عام 2018 .

## روابط خارجية
- عبد الله البطاط على موقع ناشيونال فوتبول تيمز (الإنجليزية)
- عبد الله البطاط على موقع Soccerway.com (الإنجليزية)